# Vallée du Panchir
Pour les articles homonymes, voir Panchir (homonymie).
La vallée du Panchir (ou du Pandjchir ; en dari درهٔ پنجشير / Dare-ye Panjšir, littéralement en français : « vallée des Cinq lions ») est une vallée d'Afghanistan située dans le Nord-Est du pays, dans le massif de l'Hindou Kouch. La vallée abrite plus de 100 000 personnes, dont la plus grande concentration de Tadjiks ethniques d’Afghanistan. En avril 2004, elle est devenue le cœur de la nouvelle province du Panchir, après avoir fait partie de la province de Parwan.

## Géographie
La vallée du Panchir s'insère dans les montagnes de l'Hindou Kouch. À son extrémité nord-est, elle débute dans le sud des monts Hvadje Mohammad dont les sommets dépassent ici les 6 000 mètres d'altitude. Elle se dirige ensuite de manière rectiligne vers le sud-ouest et débouche dans une plaine non loin du col et du tunnel de Salang, à une vingtaine de kilomètres au nord-est de la ville de Charikar et à environ cent kilomètres au nord de la capitale Kaboul.
Elle tire son nom de la rivière Panchir qui prend sa source dans des glaciers au début de la vallée et se jette dans le Kaboul, un affluent de l'Indus. Elle couvre la majorité de la province de Panchir.

## Histoire
La vallée est un bastion historique lors de la guerre d'Afghanistan de 1979 à 1989 contre les Soviétiques et lors des guerres civiles de 1989 à 1992 contre la république démocratique d'Afghanistan ainsi que de 1992 à 1996 et de 1996 à 2001 contre l'émirat islamique d'Afghanistan (Talibans). Le commandant Massoud, connu sous le surnom de « Lion du Panchir », s'illustre en tant que moudjahidine et chef de l'Alliance du Nord lors de ces épisodes, notamment en faisant sauter le tunnel de Salang, construit lors de l'invasion soviétique, fermant ainsi la porte d'entrée de la vallée par le sud.
Lors de la guerre civile des années 1990, les Talibans ne sont jamais parvenus à s'emparer du Panchir malgré de nombreuses tentatives militaires.
En août 2021, après la reprise du contrôle du pays par les Talibans, une poche de résistance se forme dans la vallée, constituant ainsi le dernier bastion non tombé durant l'offensive fulgurante talibanne. Ce Front national de résistance (FNR), engagé dans ce nouveau conflit du Panchir, est notamment emmené par Ahmad Massoud, fils du commandant Massoud — assassiné en 2001 par Al-Qaïda — et l’ancien vice-président, Amrullah Saleh, lui-même natif du Panchir. Cependant, le 6 septembre suivant, les Talibans affirment avoir pris le contrôle de la vallée.

## Économie
L'économie de la vallée repose sur l'agriculture vivrière ainsi que l'exploitation d'émeraudes dont les gisements sont connus depuis l'Antiquité.

## Dans la culture
La vallée est le théâtre de plusieurs livres, dont :
- le roman d'espionnage Les Lions du Panshir de Ken Follett (1985).
- le roman historique La Campagne afghane de Steven Pressfield (2006).
- A Short Walk in the Hindu Kush (en) d'Eric Newby (en) (1958).
- The lion's grave : dispatches from Afghanistan de Jon Lee Anderson (2002).
- le film L'Étoile du soldat de Christophe de Ponfilly (2006).